# Jacqueline Cabaj Awad
Jacqueline Cabaj Awad (født 28. januar 1996 i Eskilstuna) er en svensk professionel tennisspiller. Hun fik debut på WTA Tour ved Swedish Open 2013.
Indtil november 2017 havde hun ikke vundet en titel på WTA Touren, men seks titler på ITF Women's Circuit.